# کارلو آکوتیس
کارلو آکوتیس (۳ مه ۱۹۹۱–۱۲ اکتبر ۲۰۰۶) یک نوجوان ایتالیایی متولد بریتانیا بود که به خاطر ارادتش به مراسم عشای ربانی شهرت یافت، این مسئله قبل از مرگش بر اثر سرطان خون در سن ۱۵ سالگی در سال ۲۰۰۶، موضوع اصلی زندگی او شد. او در ۱۰ اکتبر ۲۰۲۰ توسط پاپ فرانسیس، به عنوان بئاتیفیه شناخته شد. پس از تأیید دومین معجزه منتسب به شفاعت آکوتیس در ماه مه ۲۰۲۴، پاپ فرانسیس در ژوئیه ۲۰۲۴ موافقت خود را برای ادامه تقدیس که برای ۲۷ آوریل ۲۰۲۵ برنامه‌ریزی شده است، صادر کرد.

## معجزات کارلو آکوتیس
نخستین معجزه ای که به نام او ثبت شده است مربوط به به شفای یک کودک برزیلی مبتلا به یک بیماری مادرزادی بود. همچنین یکی از معجزاتی که در روند تقدیس کارلو آکوتیس به رسمیت شناخته شد، شفای دانشجویی اهل کاستاریکا بود که پس از یک سانحه دوچرخه‌سواری در ایتالیا، مادرش به او متوسل شده بود.